# روان درمانی تحلیلی

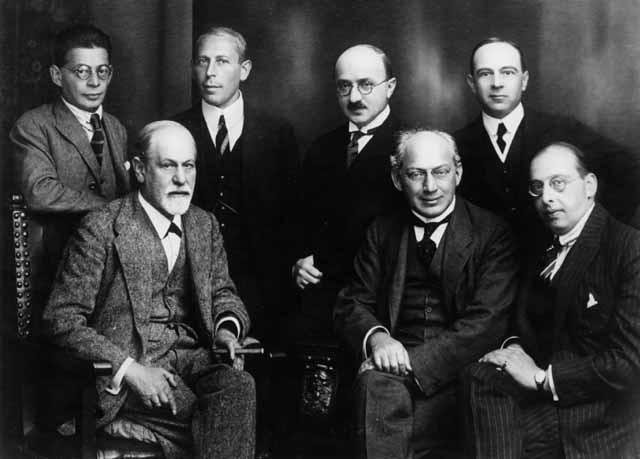
فروید و سایر روانکاوان در سال ۱۹۲۲. نشسته از چپ به راست: زیگموند فروید، ساندور فرنسی و هانس ساکس. ایستاده: اتو رنک، کارل آبراهام، مکس ایتینگون و ارنست جونز.

روان‌درمانی تحلیلی یکی از رویکردهای روان‌درمانی است. روان‌درمانی به معنای درمانی برای ذهن است.
منشأ روان درمانی، روان‌کاوی Psychoanalysis است. «صحبت‌درمانی» Talk therapy اولین بار به وسیله زیگموند فروید ابداع شد. در نتیجه اصطلاح روان درمانی اشاره به درمانی دارد که مبتنی بر صحبت کردن است. اما منظور هر نوع صحبت کردن نیست. برای اینکه صحبت، روان درمانی باشد، باید
- یک درمان باشد.
- به وسیله فرد آموزش دیده حرفه ای اجرا شود.
- در محدوده چارچوب مشخص باشد.
- به منظور بهبود سلامت روانی و عاطفی بیمار باشد.

روان‌درمانی که بر اساس اصل پویایی روان بنا شده باشد، روان‌درمانی پویا، پویشی یا تحلیلی نامیده می‌شود.
معادل انگلیسی آن سایکوانالیتیک سایکوتراپی Psychoanalytic Psychotherapy است.

## روان درمانی پویشی
روان درمانی پویشی یا پویا (سایکوداینامیک سایکوتراپی Psychodynamic Psychotherapy)و روان درمانی تحلیلی (سایکوانالیتیک سایکوتراپی Psychoanalytic Psychotherapy)معادل یکدیگر هستند. گاهی در جامعه روان درمانی ایران بین روان درمانی تحلیلی و روان درمانی پویشی تمایز قائل می‌شوند و برخی روان درمانگران یا مترجمان فارسی این واژه‌ها را متفاوت می‌دانند. کسانی که به تفاوت به روان درمانی تحلیلی و روان درمانی پویشی معتقدند، روان درمانی تحلیلی را یه روان کاوی نزدیک تر می‌دانند و روان درمانی پویشی را درمانی مبتنی بر شواهد علمی در نظر می‌گیرند. اما معادل انگلیسی روان درمانی تحلیلی و روان درمانی پویشی در کشورهای دیگر معمولاً جایگزین هم بکار می‌روند.
روان کاوی Psychoanalysis منشأ گرفته از رویکردهای اولیه فروید است. در روان کاوی، درمانگر نقش غیرفعال تر و خنثی تری ایفا می‌کند تعداد جلسات درمان ۳ تا ۴ جلسه در هفته است مراجع بر روی کاناپه دراز می‌کشد و درمانگر خارج از دید مراجع بوده و مدت درمان نا محدود است. در حالیکه در روان درمانی پویشی تعداد جلسات ۱ تا۲ جلسه در هفته بوده، درمانگر نقش فعالتری دارد، مراجع می‌تواند بر روی صندلی مقابل درمانگر بنشیند و تعداد جلسات درمان می‌تواند محدود و مشخص باشد. به علت تعداد بالای جلسات روان کاوی نقش روانکاو بیشتر مانند یک مادر و خنثی است و درحالیکه درمانگر تحلیلی مثل پدر فعالانه با مراجع تعامل می‌کند. هدف روانکاوی رشد فردی و تغییر اساسی ساختاری با یکپارچه کردن تعارضات و ارتباطات درونی واپس رانده‌است، در حالیکه در روان درمانی تحلیلی هدف تغییر نسبی ساختاری و مرتفع کردن علائم بیماری است.
اصل داینامیک یا پویایی روان یعنی ذهن در حرکت است. این واژه با اقتباس از ترمودینامیک توسط فیزیولوژیست آلمانی به نام Ernst Wilhelm von Brückeدر سال ۱۸۷۴ابداع شد. بر اساس اصل پویایی روان، عناصر ناخودآگاه پویا (در حال حرکت)، افکار، احساسات و رفتارهای خودآگاه را تحت تأثیر قرار می‌دهد.
فروید دریافت که عناصر ذهنی نه تنها در حرکت هستند بلکه بیشتر این فعالیت ذهنی بدون کنترل و خارج از حیطه آگاهی در جریان است. او این فعالیت ذهنی را ناخودآگاه نامید؛ و چنین فرض کرد که ناخودآگاه می‌تواند بر افکار و احساسات و رفتار خودآگاه تأثیر بگذارد. پس روان درمانی تحلیلی براساس این دو اصل عمل می‌کند.
1. فعالیت ناخودآگاه افکار و احساسات و رفتار خودآگاه را تحت تأثیر قرار می‌دهد.
2. روان درمانی تحلیلی به هر نوع درمانی گفته می‌شود که بر اساس باور اصلی پویایی و حرکت روان باشد.

هدف اول روان درمانگر تحلیلی این است که بفهمد زیر سطح روان مراجع (ناخودآگاه) چه چیزی در جریان است. بسیاری از فنون روان درمانی برای انجام همین کار است. فروید آگاه کردن بیمار از آنچه در ناخودآگاهش می‌گذرد را خودآگاه کردن ناخودآگاه می‌نامید(آشکارسازی). هدف بعدی درمانگر حمایت از کارکرد تضعیف شده ایگو و باز فعال سازی رشد است.
روان درمانی‌های تحلیلی که غالباً تکنیک‌های آشکار کننده دارند، روان درمانی بینش گرا insight oriented, بیانگر Expressive، تفسیری interpretative، اکتشافی explorative یا روانکاوانه خوانده می‌شوند. روان درمانی‌هایی که عمدتاً تکنیک‌های حمایت کننده به کار می‌برند اغلب روان درمانی‌های حمایتی supportive خوانده می‌شوند.آشکارسازی و حمایت درمان‌های جداگانه ای نیستند بلکه تکنیک‌هایی هستند که در دو سر طیف در تمام روان درمانی‌های تحلیلی به‌طور متناوب به کار می‌روند.
اهداف روان درمانی تحلیلی به این ترتیب است:
1. درک شیوه‌هایی که بیمار تحت تأثیر افکار و احساساتی خارج از حیطه آگاهی، قرار می‌گیرد.
2. تشخیص این که در هر لحظه کدام یک از تکنیک‌های آشکار کننده یا حمایت کننده بیشترین کمک را به بیمار می‌کند.
3. آشکارسازی مطالب ناخودآگاه یا حمایت از کارکردهای ذهنی به طریقی که بهترین کمک به بیمار ارائه شود.